# Natsuki Crisis Battle
Natsuki Crisis Battle (なつきクライシスバトル Natsuki Kuraishisu Batoru?) es un videojuego de lucha con gráficas en 2D de 1995 para la Super Nintendo, desarrollado por TOSE y distribuido por Angel. El juego se lanzó solo en Japón.
El jugador debe elegir entre ocho personajes. Las peleas se llevan a cabo en un gimnasio japonés, fuera de la escuela secundaria o en otros lugares. En el juego hay mucho diálogo, y la animación es de estilo anime/manga. De hecho, El videojuego en sí está basado en el OVA de dos episodios y en el manga Natsuki Crisis, que fue serializado en la revista Business Jump.

## Personajes
Natsuki Kisumi (貴澄なつき Kisumi Natsuki?)
Seiyū: Ai Orikasa
La heroína, lucha en un gi rojo. En el modo historia, debe luchar contra varios oponentes en su uniforme escolar.
Rina Takaoka (高岡リナ Takaoka Rina?)
Seiyū: Yūko Miyamura
Rival y amiga de Natsuki. A pesar de su diminuto tamaño, ella es una talentosa luchadora amateur. Usa un estilo de lucha "catch-as-catch can".
Akira Kandori (神取あきら Kandori Akira?)
Seiyū: Mari Mashiba
Una oponente femenina de gran potencia con cabello corto Otro luchador, como Rina.
Masaaki Yanagisawa (柳澤雅昭 Yanagisawa Masaaki?)
Seiyū: Nobuyuki Furuta
El capitán del equipo de karateka en la escuela de Natsuki y Rina. Sobrehumanamente fuerte.
Naoya Hondō (本堂尚弥 Hondō Naoya?)
Seiyū: Nobuo Tobita
Un chico guapo y coqueto en la escuela de Natsuki. El primer oponente del modo Historia.
Sakiyoshi Endo (遠藤攻吉朗 Endō Sakiyoshi?)
Seiyū: Tōru Furusawa
Bigaro Nabeshima (鍋島美我郎 Nabeshima Bigaro?)
Seiyū: Naoki Makishima
Tsuguo Nabeshima (鍋島次男 Nabeshima Tsuguo?)
Seiyū: Ken Narita

## Recepción
En el lanzamiento, Famicom Tsūshin le dio un puntaje de 21 sobre 40.